# 羽衣国際大学
羽衣国際大学（はごろもこくさいだいがく、英語: Hagoromo University of International Studies）は、日本の私立大学。大阪府堺市西区に本部を置く。略称は羽衣。

## 概観

### 大学全体
羽衣学園短期大学が四年制大学化によって誕生した。経営母体の学校法人羽衣学園は、大正12年（1923年）に開校した羽衣高等女学校をルーツとする。建学の精神は「愛真教育に基づく自由･自主･自律･個性尊重の人間教育」、使命･目的は「これからの共生社会において主体的に行動する実践的職業人の育成」。キャッチフレーズは「Be the One! かけがえのない存在たれ！」。

## 沿革
- 1923年 羽衣高等女学校開校
- 1964年 羽衣学園短期大学開学
- 2000年 男女共学化
- 2002年 羽衣国際大学開学(産業社会学部・産業ビジネス学科)
- 2005年 人間生活学部・人間生活学科（食物栄養専攻、介護福祉専攻、生活マネジメント専攻）設置
- 2006年 産業社会学部に放送･メディア映像学科を設置
- 2011年 産業社会学部から現代社会学部へ名称変更、食物栄養専攻が食物栄養学科に学科独立
- 2017年 人間生活学部・人間生活学科に、４年制大学としては初の製菓衛生師養成コースである食クリエイトコースを設置

## 教育および研究

### 組織

#### 学部
- 現代社会学部
  - 放送・メディア映像学科
    - 放送・メディアコース
    - 映像コンテンツコース
    - 情報システムコース

  - 現代社会学科
    - 経済・経営コース
    - 国際英語コース
    - 観光コース
    - スポーツコース
- 人間生活学部
  - 食物栄養学科
  - 人間生活学科
    - 食クリエイトコース
    - ファッションデザインコース
    - 住空間デザインコース
    - こども教育コース

## 主な行事
- HA★GO祭（大学祭） 学友会（学生団体）が主催し、毎年10月末または11月初めに開催される。
- 新春コンサート　保護者会主催で例年1月第2もしくは第4土曜日に学園講堂にて開催される。入場無料。
- 一般公開講座　毎年10月頃～12月頃にかけて、共通テーマを掲げて実施される地域住民等を対象とした公開講座。
- 社会人講座　社会人を対象として会話など多数の講座が開講されている。

## キャンパス
- 交通:南海本線羽衣駅、JR阪和線東羽衣駅

## 大学関係者と組織

### 大学関係者一覧
- 羽衣国際大学の人物一覧

## 系列校
- 羽衣学園中学校・高等学校